# Голич

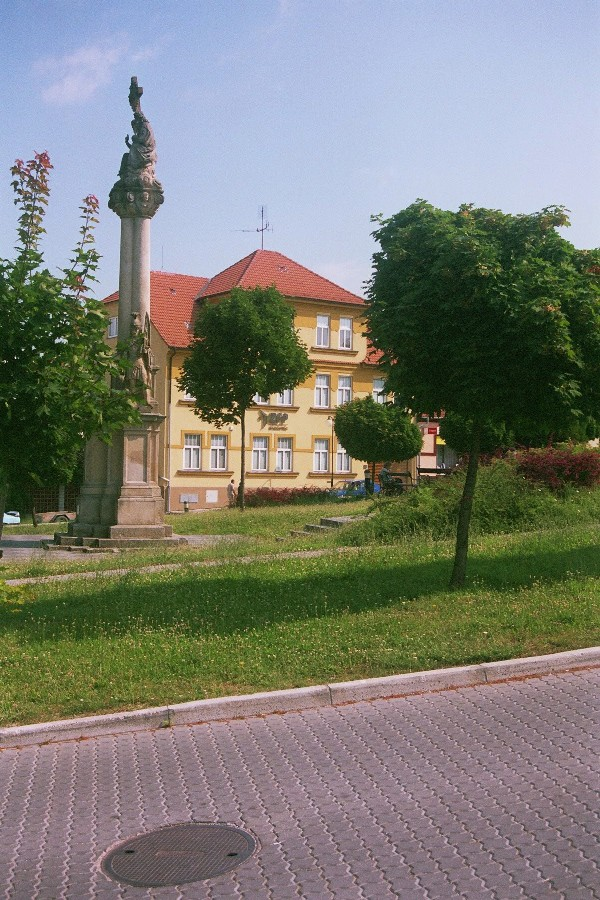
Площадь Мира

Го́лич-над-Моравой (словац. Holíč nad Moravou, нем. Weißkirchen, венг. Holics) — город в Западной Словакии, расположенный на реке Морава на севере Загорской низменности. Население города — около 11 тысяч человек.

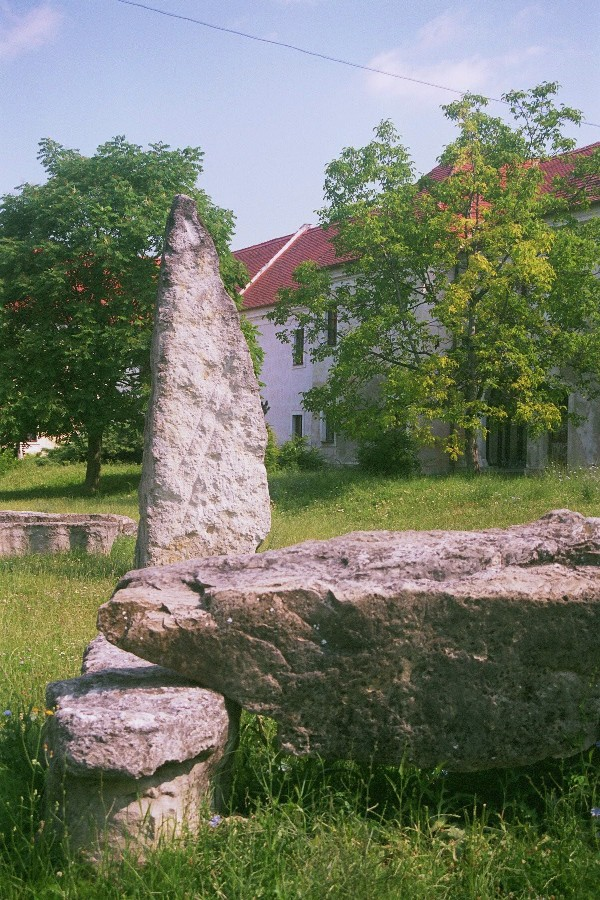
Дольмены

## История
Первые люди появились в окрестностях города ещё во времена неолита. В центре города до сих пор сохранились неолитические дольмены с тех времён. Во времена Великой Моравии на территории Голича было несколько земледельческих поселений.
В 11 веке венгерские короли из династии Арпадов строят здесь деревянную крепость, около которой возникает город, впервые упомянутый в 1205 году как Вывар.
В 1241 и 1256 монголо-татары опустошают Голич и в конце 13 века здесь строится каменная крепость, принадлежащая венгерскому королю.
В XV веке Голич несколько раз сжигали гуситские войска, в XVI веке сюда стали переселяться, бежавшие от турок сербы и хорваты, а также немецкие протестанты.
В 1736 году Голич приобрёл муж Марии Терезии, император Франц I. Императорская семья построила в городе несколько мануфактур, что привело к бурному росту Голича, который стал крупнейшим городом Загорья. Марии Терезия перестроила Голичский замок и использовала его как свою летнюю резиденцию.
В XIX веке Голич был соединён железной дорогой с Веной и Братиславой. В конце XIX века развитие Голича останавливается и он уже никогда не достиг былой славы.

## Население
| Год:                | 1994   | 2004    | 2014    | 2024    |
| ------------------- | ------ | ------- | ------- | ------- |
| Количество человек: | 11 261 | 11 617  | 11 181  | 10 858  |
| Разница:            |        | +3,16 % | −3,75 % | −2,88 % |

## Достопримечательности
- Дольмены
- Голичский замок
- Готический костёл Божьего сердца
- Лютеранская кирха
- Капуцинский монастырь
- Лоретанская часовня
- Флорианская часовня
- В недалёкой деревне Копчаны сохранился единственный уцелевший памятник Великой Моравии — костёл св. Маргиты Антиохийской.